# Xenoceraspis longimacularis
Xenoceraspis longimacularis är en skalbaggsart som beskrevs av Zhang 1988. Xenoceraspis longimacularis ingår i släktet Xenoceraspis och familjen Melolonthidae. Inga underarter finns listade i Catalogue of Life.